# Салтиков Олексій Олександрович
Салтиков Олексій Олександрович (1934—1993) — радянський російський кінорежисер і сценарист. Заслужений діяч мистецтв РРФСР (1969). Народний артист РРФСР (1980).

## Біографія
Народ. 13 травня 1934 р. Закінчив Всесоюзний державний інститут кінематографії (1961, майстерня С. Герасимова).
Працював на кіностудії «Мосфільм».
Співавтор сценарію і режисер української стрічки «Гроза над Руссю» (1992, т/ф, 4 с), за мотивами роману О. К. Толстого «Князь Срібний».
Помер 8 квітня 1993 р. в Москві. Похований на Троєкуровському кладовищі столиці.

## Фільмографія
Режисер-постановник:
- «Хлопці з нашого двору» (к/м, 1969)
- «Друг мій, Колька!..» (1961, у співавт. з О. Міттою)
- «Бий, барабане!» (1962)
- «Голова»/«Председатель» (1964; знялася Нонна Мордюкова)
- «Бабине царство» (1967)
- «Директор» (1969)
- «І був вечір, і був ранок...» (1970)
- «Сибірячка» (1972)
- «Повернення немає» (1973, автор сценар.)
- «Сім'я Іванових» (1975)
- «Омелян Пугачов» (1978)
- «Полин — трава гірка» (1982)
- «Іспит на безсмертя» (1983, автор сценар.)
- «Пан Великий Новгород» (1984, співавт. сценар.)
- «Крик дельфіна» (1986)
- «За все заплачено» (1988)
- «Гроза над Руссю» (1992, т/ф, 4 с, співавт. сценар.)

## Фестивалі і премії[3]
- 1966 — Всесоюзний кінофестиваль: Друга премія творчому колективу фільму по розділу фільмів, що відображають життя і працю радянської людини («Голова»/«Председатель», 1964)
- 1979 — Всесоюзний кінофестиваль: Особливий приз журі за історичний фільм («Омелян Пугачов», 1978)
- 1994 — МКФ слов'янських і православних народів «Золотий витязь»: Приз «За внесок у розвиток слов'янського кінематографа» («Гроза над Руссю», 1992)